# Michał Kabaciński
Michał Kabaciński (ur. 5 kwietnia 1988 w Lublinie) – polski polityk i przedsiębiorca, poseł na Sejm VII kadencji. 

## Życiorys
Ukończył I Liceum Ogólnokształcące im. Stanisława Staszica w Lublinie. W 2012 ukończył wieczorowe studia prawnicze na Wydziale Prawa i Administracji Uniwersytetu Marii Curie-Skłodowskiej w Lublinie.
Pracował kilka miesięcy jako przedstawiciel funduszu emerytalnego. Zaangażował się w działalność organizacji tworzonych przez Janusza Palikota. W wyborach parlamentarnych w 2011 uzyskał mandat poselski, kandydując z 2. miejsca na liście Ruchu Palikota w okręgu lubelskim i otrzymując 6984 głosy. W 2013 został koordynatorem Europy Plus w województwie lubelskim i działaczem Twojego Ruchu (powstałego w wyniku przekształcenia Ruchu Palikota, do którego przyłączyli się m.in. działacze stowarzyszenia Europa Plus). W wyborach do Parlamentu Europejskiego w 2014 bezskutecznie ubiegał się o mandat w okręgu lubelskim, uzyskując 578 głosów. 4 marca 2015 został rzecznikiem TR, a następnie, w wyniku rozpadu klubu tej partii, znalazł się w kole Ruch Palikota. W wyborach w 2015 nie uzyskał poselskiej reelekcji. W grudniu tego samego roku wystąpił z TR w związku z planami założenia agencji PR-owej. W 2018 został współpracownikiem Jacka Burego, kandydata Koalicji Obywatelskiej do sejmiku lubelskiego, podczas jego kampanii wyborczej.

## Życie prywatne
W 2013 zawarł związek małżeński z Pauliną.